# Tito Novaro
Pour les articles homonymes, voir Novaro.
Tito Novaro (né le 1er août 1918 à Mexico et mort le 14 avril 1985 dans la même ville) était un acteur, réalisateur et scénariste de cinéma mexicain.
Il a également été occasionnellement  assistant réalisateur, monteur et compositeur de bande son.

## Filmographie

### Comme acteur
- 1936 : El Calvario de una esposa
- 1936 : Malditas serán las mujeres
- 1938 : Refugiados en Madrid
- 1940 : Borrasca humana
- 1940 : Cantinflas y su prima
- 1940 : La Reina de México
- 1940 : Miente y serás feliz
- 1940 : Pobre diablo
- 1941 : Carne de cabaret
- 1943 : El Circo
- 1943 : L'Ouragan (Flor silvestre) de Emilio Fernández
- 1943 : Santa
- 1944 : El As negro
- 1944 : La China poblana
- 1946 : Magdalena, pecadora de Magdala María
- 1946 : Rancho de mis recuerdos
- 1948 : No te dejaré nunca
- 1951 : ¡¡¡Mátenme porque me muero!!!
- 1951 : Amor a la vida
- 1951 : Amor perdido
- 1952 : Chucho el remendado
- 1952 : El Ceniciento
- 1952 : El Cuarto cerrado
- 1952 : El Derecho de nacer
- 1952 : El Mártir del Calvario
- 1952 : Las Locuras de Tin-Tan
- 1952 : Las Tres alegres comadres
- 1952 : Los Hijos de María Morales
- 1952 : Los Tres alegres compadres
- 1952 : Mamá nos quita los novios
- 1952 : Porque peca la mujer
- 1952 : Vuelve el lobo
- 1953 : Acuérdate de vivir
- 1953 : Cuatro horas antes de morir
- 1953 : El Mariachi desconocido
- 1953 : Las Cariñosas
- 1953 : Mis tres viudas alegres
- 1953 : Reportaje
- 1953 : Sombrero
- 1954 : El Hombre inquieto
- 1954 : La Entrega
- 1954 : Tres citas con el destino
- 1955 : Abajo el telón
- 1955 : Cupido pierde a Paquita
- 1955 : Magdalena
- 1957 : Cuatro contra el imperio
- 1957 : Hay ángeles con espuelas
- 1957 : Morir de pie
- 1957 : Teatro del crimen
- 1958 : El Fin de un imperio
- 1958 : Refifi entre las mujeres
- 1959 : Dos fantasmas y una muchacha
- 1959 : Escuela de verano
- 1959 : La cucaracha d'Ismael Rodríguez
- 1959 : Los Hermanos Diablo
- 1959 : Los Santos reyes
- 1959 : Me gustan valentones!
- 1959 : Vagabundo y millonario
- 1960 : Chucho el Roto
- 1960 : El Dolor de pagar la renta
- 1960 : El Renegado blanco
- 1960 : El Siete de copas
- 1960 : Infierno de almas
- 1960 : La sombra del caudillo
- 1960 : Los Desenfrenados
- 1960 : Una Estrella y dos estrellados
- 1961 : Aventuras de Chucho el Roto
- 1961 : El Duende y yo
- 1961 : El Pandillero
- 1961 : Guantes de oro
- 1961 : La Captura de Chucho el Roto
- 1961 : La Chamaca
- 1961 : Las Cosas prohibidas
- 1961 : Les Frères Del Hierro (Los hermanos Del Hierro)
- 1962 : El Muchacho de Durango
- 1962 : La Entrega de Chucho el Roto
- 1962 : La Tórtola del Ajusco
- 1962 : Las Hijas del Amapolo
- 1962 : Un Día de diciembre
- 1963 : La Huella macabra
- 1963 : La Máscara de jade
- 1963 : Secuestro en Acapulco
- 1963 : Voy de gallo
- 1964 : El Asalto
- 1964 : Las Hijas del Zorro
- 1964 : Los Astronautas
- 1964 : Neutrón contra el criminal sádico
- 1965 : Amor de adolescente
- 1965 : El Hijo de Gabino Barrera
- 1965 : Gabino Barrera
- 1965 : Un Hombre peligroso
- 1966 : Blue Demon contra el poder satánico
- 1966 : El Cachorro
- 1966 : El Temerario
- 1966 : La Frontera sin ley
- 1966 : La Mano que aprieta
- 1966 : Martín Romero El Rápido
- 1966 : Tierra de violencia
- 1966 : Vuelve el Texano
- 1967 : Acapulco a go-go
- 1967 : Crisol
- 1967 : Cruces sobre el yermo
- 1967 : La Leyenda del bandido
- 1967 : La Muerte en bikini
- 1967 : Los Caifanes
- 1968 : Bajo el imperio del hampa
- 1968 : Caballo prieto azabache (La tumba de Villa)
- 1968 : Los Asesinos
- 1968 : Lucio Vázquez
- 1969 : La Señora Muerte
- 1969 : Patsy, mi amor
- 1969 : Primera comunión
- 1971 : Departamento de soltero
- 1971 : Furias bajo el cielo
- 1971 : La Chamuscada
- 1971 : Jesús, nuestro Señor : Poncio Pilatos
- 1971 : The Incredible Invasion
- 1972 : Apolinar
- 1972 : El Arte de engañar
- 1972 : El Negocio del odio
- 1972 : El Robo de las momias de Guanajuato
- 1972 : Los Enamorados
- 1972 : Nadie te querrá como yo
- 1972 : Ni solteros, ni casados
- 1972 : Sucedió en Jalisco
- 1972 : Tacos al carbón
- 1972 : Triangulo
- 1973 : Duelo al atardecer
- 1973 : El Castillo de las momias de Guanajuato
- 1973 : El Imponente
- 1973 : El Juez de la soga
- 1973 : Las Cautivas
- 1973 : Tu camino y el mio
- 1974 : El Sonambulo
- 1974 : Uno para la horca
- 1975 : ...Y la mujer hizo al hombre
- 1975 : Simon Blanco
- 1977 : Contrabando y traición
- 1977 : El Reventón
- 1977 : La Mansion de las 7 momias
- 1978 : la hija de las tinieblas Alucarda
- 1979 : La Hija de nadie
- 1979 : Las Pobres ilegales
- 1980 : Tres contra el destino
- 1983 : El Sargento Capulina

### Comme réalisateur, assistant réalisateur ou coréalisateur
- 1962 : Ahí vienen los Argumedo avec Manuel Muñoz
- 1962 : Asesinos de la lucha libre de Manuel Muñoz
- 1962 : Camino de la horca de Chano Urueta
- 1962 : El Asesino enmascarado de Manuel Muñoz
- 1962 : El Rey de la pistola de Manuel Muñoz
- 1963 : El Charro Negro contra la banda de los cuervos d'Arturo Martínez
- 1963 : La Máscara de jade d'Arturo Martínez
- 1963 : Vuelven los Argumedo de Manuel Muñoz
- 1964 : El Asalto de Jaime Salvador
- 1964 : Las Hijas del Zorro de Federico Curiel
- 1964 : Las Invencibles de Federico Curiel
- 1964 : Neutrón contra el criminal sádico d'Alfredo B. Crevenna
- 1964 : Vuelve el Norteño de Manuel Muñoz
- 1965 : El Pueblo fantasma d'Alfredo B. Crevenna
- 1965 : La Maldición del oro avec Jaime Salvador
- 1965 : Los Asesinos del karate d'Alfredo B. Crevenna
- 1965 : Para todas hay d'Alfredo B. Crevenna
- 1965 : Un Hombre peligroso d'Arturo Martínez
- 1966 : Espectro del estrangulador de René Cardona
- 1966 : Fuera de la ley de Raúl de Anda hijo
- 1966 : 'Gatillo Veloz' en 'Los Malditos' avec Jaime Salvador
- 1966 : La Frontera sin ley avec Jaime Salvador
- 1966 : La Mano que aprieta avec Alfredo B. Crevenna
- 1966 : Los Endemoniados del ring de Alfredo B. Crevenna
- 1967 : Cruces sobre el yermo
- 1967 : Operación 67 de René Cardona Jr. et René Cardona
- 1968 : Caballo prieto azabache (La tumba de Villa) de René Cardona
- 1968 : El tesoro de Moctezuma de René Cardona et René Cardona Jr.
- 1968 : Lucio Vázquez avec René Cardona
- 1969 : El Caballo Bayo avec René Cardona
- 1969 : Enigma de muerte de Federico Curiel
- 1969 : La Señora Muerte de Jaime Salvador
- 1969 : Las Golfas de Fernando Cortés
- 1969 : Trampas de amor
- 1971 : Jesús, nuestro Señor de Miguel Zacarías
- 1972 : El Robo de las momias de Guanajuato
- 1972 : Los Enamorados de José María Fernández Unsáin
- 1973 : El Castillo de las momias de Guanajuato
- 1973 : Las Cautivas de José Luis Ibáñez
- 1973 : La mansión de la locura de Juan López Moctezuma
- 1975 : Soy chicano y mexicano
- 1976 : El Hijo de Alma Grande
- 1978 : El Perdon de la hija de nadie
- 1979 : La Hija de nadie
- 1980 : Tres contra el destino
- 1981 : La Jorobada
- 1983 : El Gran moyocoyo
- 1983 : La Caravana de la muerte
- 1983 : Lazos de sangre
- 1985 : El Último disparo

### Comme scénariste
- 1962 : Cazadores de cabezas de Federico Curiel (superviseur du script)
- 1969 : Trampas de amor de lui-même
- 1973 : El Castillo de las momias de Guanajuato de lui-même
- 1978 : El Perdon de la hija de nadie de lui-même
- 1985 : El Último disparo de lui-même

### Comme monteur
- 1979 : La Hija de nadie de lui-même
- 1980 : Tres contra el destino de lui-même

### Comme compositeur
- 1963 : El Tesoro del rey Salomón de Federico Curiel
- 1965 : El Dengue del amor de Roberto Rodríguez
- 1966 : Nosotros los jóvenes de Roberto Rodríguez

### Comme arrangeur des musiques
- 1972 : El Robo de las momias de Guanajuato de lui-même